# Internationaler Jazzpreis der Nürnberger Nachrichten
Der Internationale Jazzpreis der Nürnberger Nachrichten wurde von Bruno Schnell, dem Verleger der Zeitung, gestiftet.
Der Preis ist dotiert mit 5000 Euro und wurde erstmals 1998 vergeben. Über die Vergabe des Preises entscheidet eine Fachjury, welche aus elf Mitgliedern besteht. Für jede Ausschreibung des Preises wird eine neue Jury zusammengesetzt.
Der Preis wurde zunächst alle zwei Jahre in Verbindung mit einem Auftritt der Sieger beim Internationalen Jazzfestival Jazz Ost-West vergeben. Er wird nun im Rahmen des Jazzfestivals Stimmenfang vergeben. Die Auszeichnung ist vorgesehen für
- junge deutsche/europäische Jazz-Musiker oder -Gruppen
- mit einem Höchstalter von 30 Jahren (bei Jazzgruppen: Durchschnittsalter unter 30 Jahren). Dabei soll mit dem Preis
- eine besondere Leistung als Solist oder als Komponist,
- als Gruppe oder für ein Projekt ausgezeichnet werden.

## Preisträger
Die Liste ist noch unvollständig.
- 1998 Nils Wogram (Posaune)[2] und Lutz Häfner (Saxophon) zu gleichen Teilen.[3]
- 2000 Jens Thomas (Klavier)[4]
- 2002 Rainer Böhm (Klavier)[5]
- 2007 Michael Wollny (Komposition, Klavier)
- 2009 Efrat Alony (Gesang)[6]
- 2011 Silke Eberhard (Saxophon)[7]